# René Stapels
René Stapels, né le 21 juin 1922 à Liège et mort le 19 février 2012 à Ixelles, est un architecte fonctionnaliste belge de l'après-guerre.
Stapels est principalement connu pour avoir contribué à la conception du siège de la Royale Belge, des tours du World Trade Center et de l'Inno à Bruxelles.

## Biographie
René Joseph Alphonse Stapels naît à Liège le 21 juin 1922. Il est fils unique. Ses parents sont Jean Stapels (Rhode-Saint-Genèse 1891- Ixelles 1971) et Antoinette Coen (Liège 1893 – Ixelles 1984).
La maison familiale des Stapels était située rue Berkendael à Ixelles. C'est également à cet endroit, qu'était établi le secrétariat de la société d'électricité de Jean Stapels et où au début de sa carrière, René Stapels trace ses premiers projets d'architecture. Ces derniers sont principalement des maisons pour des particuliers et des magasins tels que Louise Fontaine, Butch Tailors, Bouvy, etc. Il a également résidé à l'avenue de Messidor, à Uccle où il fut le voisin de Jean Polak, avec qui il va entretenir une grande relation d'amitié et fonder le bureau d'architecture Polak & Stapels, situé chaussée de la Hulpe numéro 130 à Ixelles. 
En 1974 à Uccle, il épouse Anne-Françoise Mourlon Beernaert, à une époque où il a déjà deux fils, Jean et Guy, issus d'un premier mariage.
René Stapels s'est éteint le 19 février 2012 à Ixelles.

## Études
René Stapels obtient son diplôme d’architecte en 1945 aux instituts Saint-Luc à Bruxelles et effectue ses stages chez l'architecte Paul Saintenoy ainsi que chez l'architecte Petit.

## Carrière

### Les débuts
Comme beaucoup d'architectes qui ont entamé leur carrière après la seconde guerre mondiale, René Stapels a connu des débuts difficiles.
En 1956, sur une des plus grandes artères reliant le centre de Bruxelles et le bois de la Cambre (avenue Louise), René Stapels réalise un « hôtel-appartement » nommé le « Brussels Residence ». Cet édifice combine tous les éléments de confort du modèle de l'hôtel et de l'appartement, de façon à éviter à l’usager le moindre souci pratique et à combler ses moindres désirs. L’immeuble est composé de 45 flats, répartis sur six étages qui comprennent deux groupes de duplex superposés, meublés à l’origine. En partie haute de l’immeuble se trouve un vaste appartement en duplex également (300 m2), avec quatre terrasses, ainsi que deux autres appartements. Le rez-de-chaussée abrite un restaurant. Le parking accessible par la chaussée de Vleurgat, comprend une station-service. La façade amplement vitrée est formée d’une ossature en béton, et recouvre huit niveaux, dont les deux derniers sont en retrait,.
En 1967, ce jeune architecte réalise le pavillon de la Belgique pour l’Exposition internationale de Montréal. Il s'agit d'une maison de briques et de verre dont la devise est « Rien d'humain n'est étranger au Belge ».  En effet, le programme a pour objectif d’exposer le passé, le présent et l’avenir de la Belgique. Le projet illustre le pays dans les domaines de l’histoire, les arts, la culture, le tourisme, les réalisations politiques et sociales, l’économie, les sciences et les techniques. L’ensemble se compose de quatre niveaux et d'un restaurant. Le sous-sol abrite les installations techniques. Au sein de l’édifice, on retrouve un panthéon qui réunit 53 personnalités belges et évoque leurs participations aux progrès de l'humanité. Enfin, la présence des Belges aux quatre coins du monde au cours des siècles, est valorisée au moyen d'une carte.

### De la Royale Belge au Royal Atrium
Peu de temps après l'exposition internationale de Montréal, René Stapels et l’architecte français Pierre Dufau ont été choisis par la société La Royale Belge pour effectuer l’étude et l’exécution d'un important projet architectural. En effet, cette entreprise qui comptait alors parmi les plus importantes compagnies d’assurances belges, décida de s’établir en dehors de la ville et de faire construire en bordure de l’agglomération de Bruxelles capitale. Ce fut l’unique collaboration des deux architectes. Le bâtiment principal est disposé sur un socle, il possède une hauteur d’approximativement quarante mètres, son plan est cruciforme, et il est constitué de verre et d’acier. Ce plan est donc composé de quatre ailes en croix, chacune larges de 18,50 m et longues de 35,50 m. Les façades de cette partie de l'édifice s'étendent sur une hauteur de huit étages, et sont intégralement composées de vitrages de glaces teintées "Stopray". Le socle de l’immeuble est un carré de 84,60 m de côtés, et son ossature permet de longues portées sans poteaux, car elle a été réalisée en béton de type "Préfex". Autrefois, l’entrée du personnel s’effectuait en façade du bâtiment, au niveau du boulevard du Souverain, et conduisait au moyen de deux escaliers mécaniques au premier sous-sol. L’entrée des visiteurs se faisait par un tourniquet circulaire. Le hall des visiteurs et celui du personnel étaient séparés par un auditorium de 350 places.
La société automobile D'Ieteren S.A. va connaître une expansion remarquable durant l'après-guerre. C'est dans ce cadre, de 1961 à 1967, dans un îlot situé au croisement des rues du mail, Américaine, de Tenbosch et du Prévôt, que la société va ériger un nouvel immeuble, dont René Stapels est responsable. Ce bâtiment est scindé horizontalement en deux parties : la première a une structure d'environ 40 mètres sur 140 mètres et s'élève sur 4 étages. On y trouve le rez-de-chaussée, deux sous-sols et un parking dont l'accès est prévu avec une rampe extérieure. Les niveaux du rez-de-chaussée possèdent trois entrées et ont été décalés pour suivre la pente de la voirie. La deuxième partie de l'édifice comprend cinq niveaux, destinés principalement à accueillir des bureaux. L'ossature de l'immeuble est composée de quinze portiques transversaux en acier. Les poutres sont de type Preflex. Afin de libérer les salons d'exposition de toute ossature, les plateaux sont entièrement suspendus aux poutres du rez-de-chaussée. Les façades sont de type mur-rideau, les montants en aluminium sont suspendus à l'ossature du plancher du cinquième étage. Les allèges sont composés de panneaux sandwich dont la face extérieure est en verre émaillé.
En mai 1968, on entreprend les travaux de construction du grand magasin L’Innovation, situé rue Neuve dans le centre de Bruxelles. C'est le bureau Polak & Stapels, au côté d'André Stapels et de Jean Hendrickx, qui sont les architectes du projet. La construction s’établit comme un bloc rectangulaire de 133 m de longueur, et d’une hauteur de 22,7 m, à l’échelle de la rue. Le bâtiment est scindé par un espace de service coupe-feu qui sépare les deux grands côtés du rectangle en laissant à front de la rue Neuve les espaces « magasins » et dans la rue parallèle le parking et les services. La façade est composée d’un jeu de forme basé sur l’alternance. À l'angle de la rue de la Blanchisserie et de la nouvelle rue du Damier on retrouve les services sociaux, des bureaux et des ateliers de couture.
De 1969 à 1974, René Stapels collabore avec Claude Emery, le Groupe Structures, ainsi qu'André et Jean Polak. Le programme du projet consiste en la construction de tours de bureau. Le World Trade Center est un ensemble de trois gratte-ciel qui se trouvent à Bruxelles dans le quartier nord, généralement dénommés WTC 1, WTC 2, et WTC 3. Ils abritent notamment l'office des étrangers, l'administration chargée de l'application de la réglementation sur le séjour en Belgique, ainsi que des sociétés privées et Proximus, première société belge dans domaine de la téléphonie et des transmissions télévisées et internet. Le projet initial visait à construire 7 tours, mais seules 3 furent finalement construites.

### Dernier projet: le Park Atrium
En 1995, René Stapels entreprend ce qui sera son dernier projet : Le Park Atrium. Ce bâtiment bordé par la rue des colonies, la rue de la Chancellerie, et la rue Montagne du Parc, était vétuste. Le maître d'ouvrage le groupe Josi souhaitait le rénover. Le projet constituait un défi constructif, car le contrat établi avec l’entrepreneur (Bouygues) stipulait une période de travaux de 22 mois. Le bâtiment d’une superficie au sol de 3.380 m2 contient un parking de 150 places. La superficie totale des planchers est d’environ 32.000 m2 composés de surfaces de bureaux louables et de surfaces commerciales. L’édifice comprend deux sous-sols, destinés aux archives et aux installations techniques. Au rez-de-chaussée on retrouve trois niveaux connectés entre eux, cette spécificité est due aux rues qui bordent le projet, en effet elles ont toutes une inclinaison différente. L’atrium s’étend sur six niveaux courants.

## Réalisations

### Immeubles de bureaux

#### Fonctionnalisme

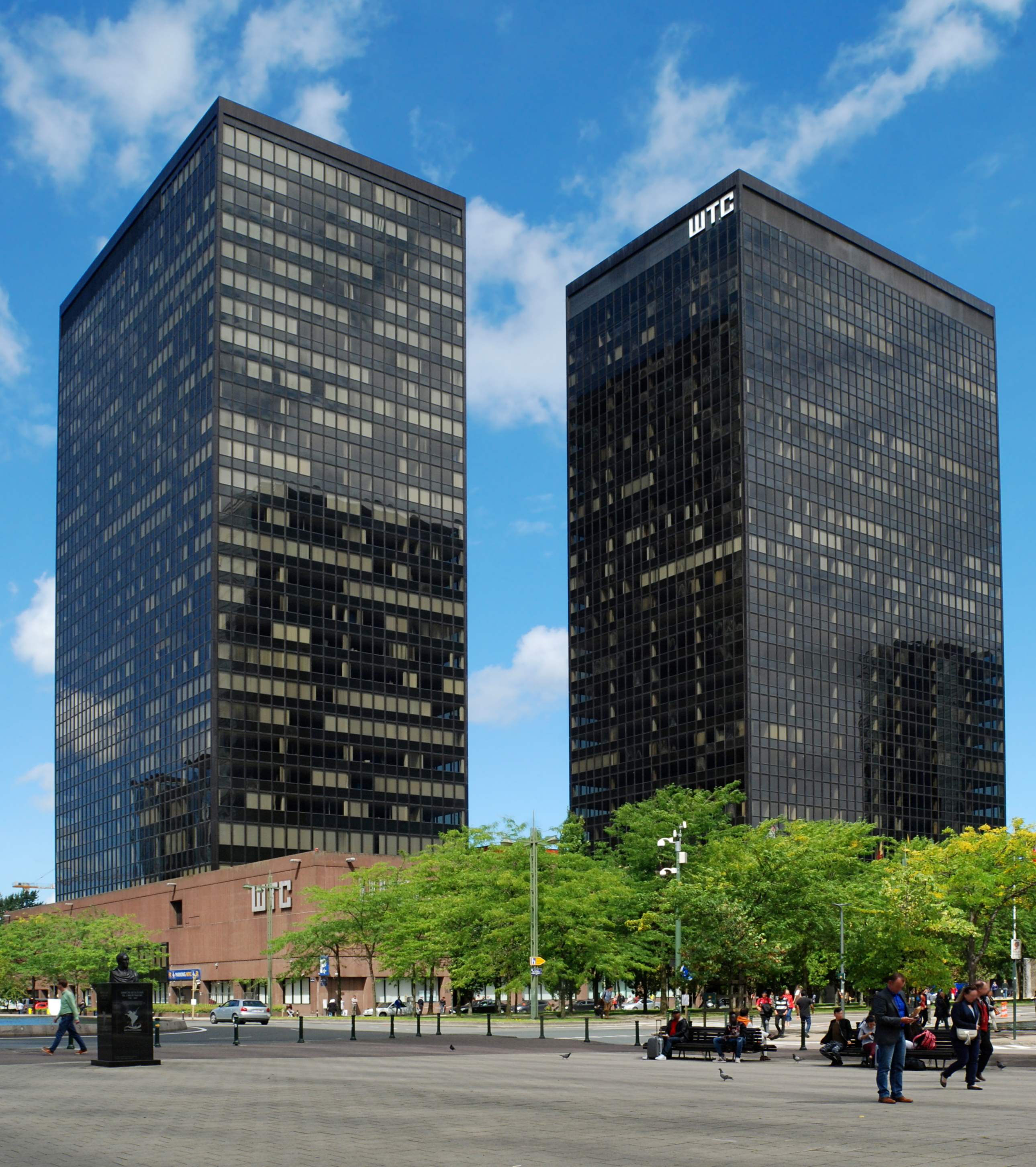
World Trade Center I et II.

- 1965 : Anciens établissements d'Ieteren S.A., rue du Mail, Bruxelles
- 1966-1967 : siège de la Royale Belge, boulevard du Souverain 25 à Bruxelles (Pierre Dufau - René Stapels)[8]
- 1968 : Information et publicité Benelux S.A., avenue Lloyd George 11, Bruxelles
- 1969-1974 Tours 1 et 2 du World Trade Center, boulevard Simon Bolivar à Bruxelles (quartier nord) (René Stapels, Claude Emery, Groupe Structures, André et Jean Polak)
- 1972 : Immeuble de bureaux, avenue Louise, 221, Bruxelles
- 1976 : Hulpe 3, chaussée de la Hulpe 130, 1050, Bruxelles

#### Postmodernisme

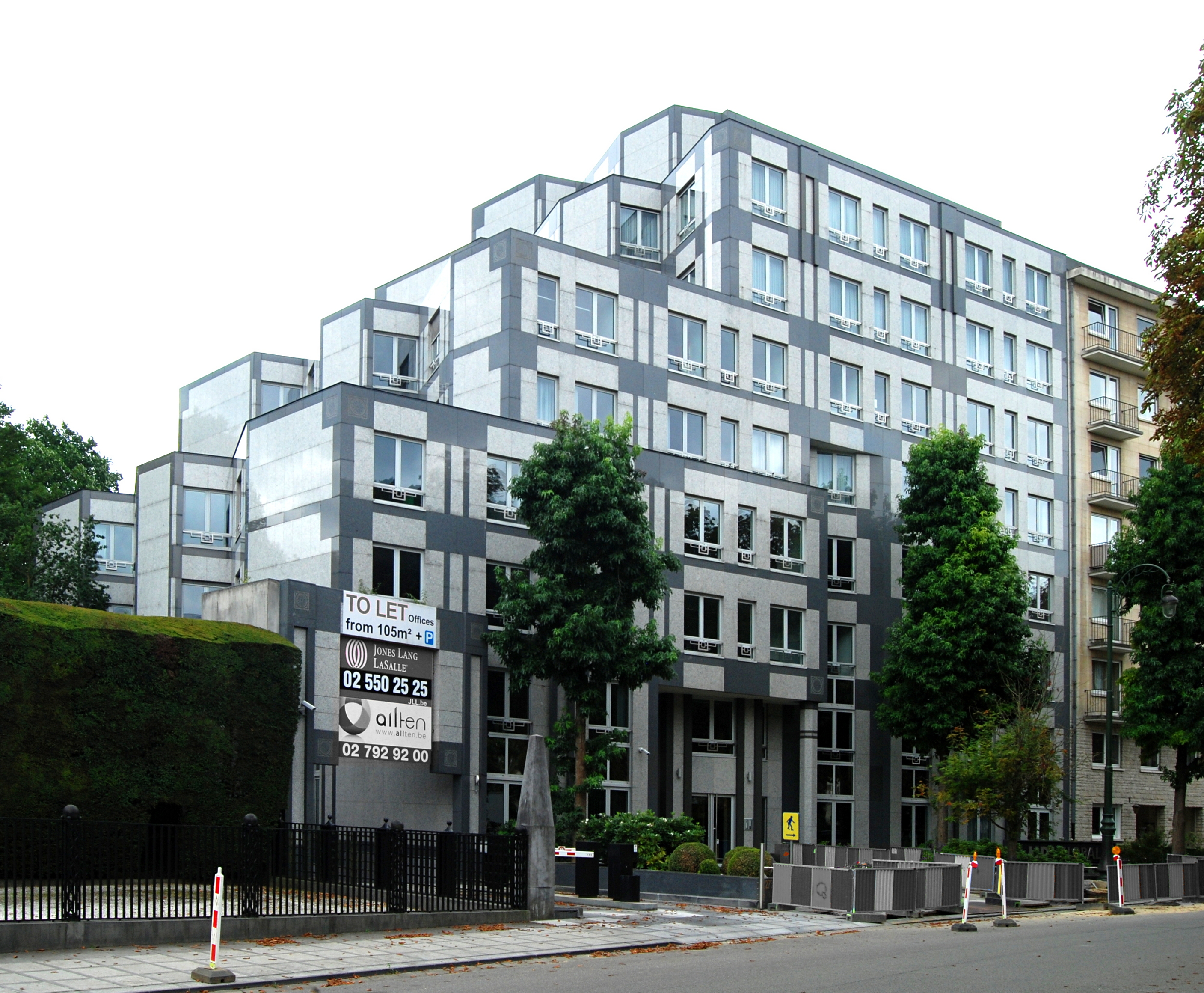
« Gerling Haus » (1988).

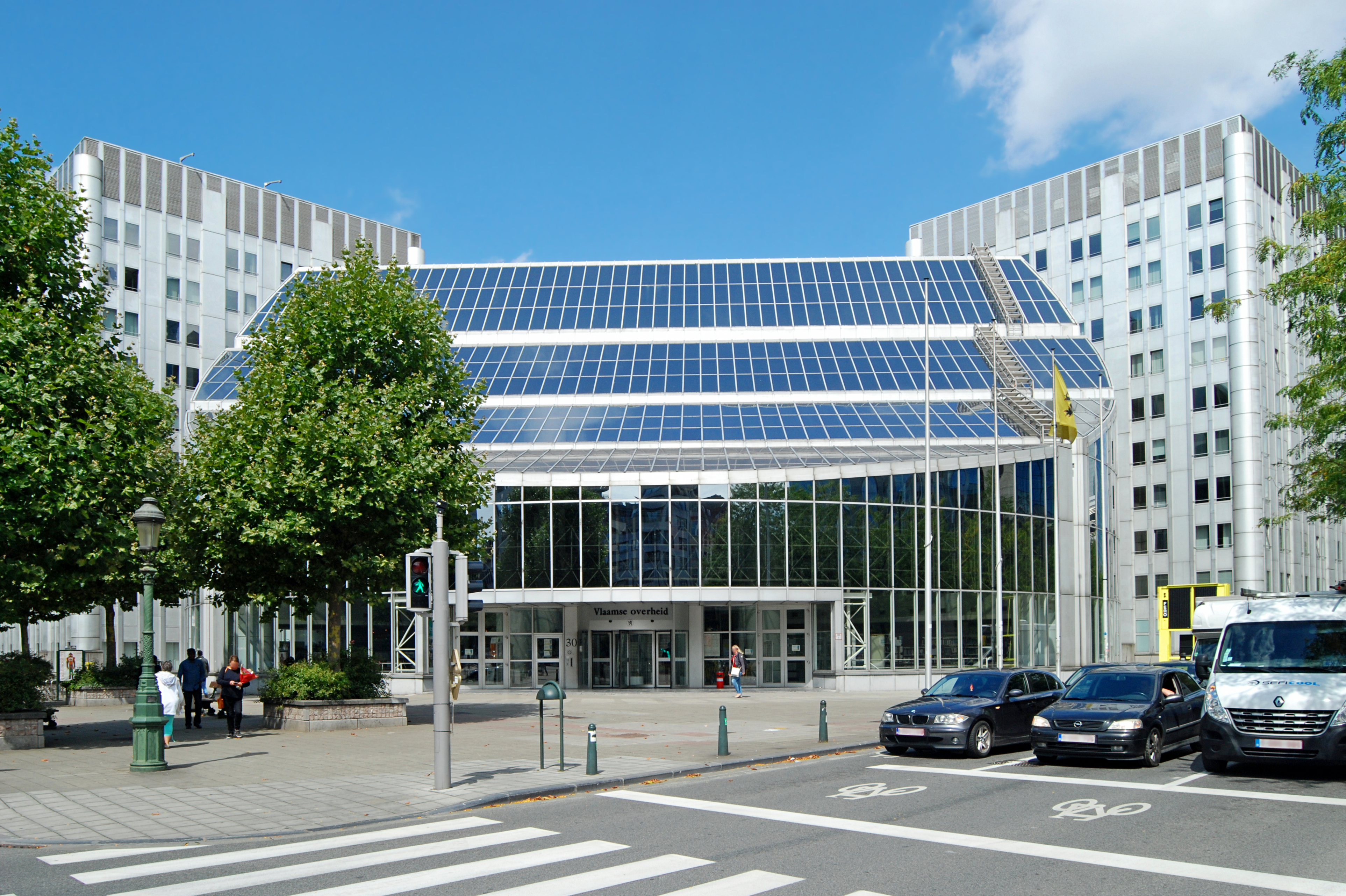
« Noord Building »
(démoli en 2018).

- 1987 : « Chien Vert », avenue de Tervuren 300, Bruxelles (démonté en 2017)
- 1988 : « Gerling Haus », avenue de Tervuren 271 - 275, Bruxelles
- 1988-1995 : immeuble Bull, cours Saint Michel 41[9]
- 1989 « Boudewijn » ou « Noord Building » (Vlaamse overheid), boulevard Baudouin 30, angle du boulevard Baudouin et du boulevard du Roi Albert II, (avec l'Atelier d'architecture de Genval, Michel Jaspers et les architectes Vander Elst, Polak et Géo Bontinck)[10] (démoli en 2018)
- 1990 : « Royal Atrium », rue Royale, rue des Colonies, rue du Gentilhomme, rue Treurenberg, Bruxelles (transformation de l'intérieur en un atrium de style postmoderne)
- 1991 : « Guimard », rue Guimard 15, Bruxelles
- 1992 : « Astronomie », avenue de l'Astronomie 28/31, Bruxelles
- 1995 : « Park Atrium », rue des Colonies, rue Montagne du Parc, rue de la Chancellerie, Bruxelles (transformation intérieure)

### Halls d'expositions
- 1967 : Pavillon de la Belgique exposition universelle de 1967, Montréal (Canada)
- 1977 : Centre de calcul Control Data Corporation, Evere (André et Jean Polak)
- 1978 : Brussels International Trade Mart, square de l'Atomium, Bruxelles (André et Jean Polak)
- 1988 : Fashion Gardens, square de l'Atomium, Bruxelles (André et Jean Polak)
- 1994 : Buro & Design center: Esplanade Heysel, Bruxelles (René Stapels, André et Jean Polak, E.Possin, Y. Donck)

### Bâtiments industriels
- 1973 - 1994 : Volkswagen Bruxelles S.A., boulevard de la 2ème Armée Britannique 201, Bruxelles
- 1973 : Toyota, Culliganlaan 1, Diegem (Belgique)

### Grands magasins
- 1957 : Magasins Cado-Radio, chaussée d'Ixelles (A. Pistral et R. Stapels)
- 1968 - 1970 : Inno-Centre, rue Neuve, 1000 Bruxelles (Bureau Polak et Stapels, André et Jean Polak, Jean Hendrickx)

### Logements
- "Le Derby" (120 appartements), avenue du Derby n°43,45, 26, 28, 30, 1050 Ixelles
- 1960 : "Résidence du bois", avenue Roosevelt, 242 - 244, 1050 Ixelles
- Le "New-Yorker" (22 appartements), avenue Louise, Bruxelles
- 1980 - 1995 : Le Parnasse, rue du Trône, Bruxelles
- 1976 : Hulpe 3, chaussée de la Hulpe 130, 1050 Ixelles

### Hôtels
- 1970 : Brussels Hotel, avenue Louise 315, Bruxelles
- Sofitel - Borel, rue des Pertuisanes, Montpellier (France)
- Institut de Thalassothérapie et Hôtel, Elizabethlaan, Knokke (René Stapels, André et Jean Polak)